# The Kiss of Morning
The Kiss Of Morning é um álbum de Graham Coxon.

## Faixas
1. "Bitter Tears" - 5:18
2. "Escape Song" - 2:26
3. "Locked Doors" - 3:45
4. "Baby, You're Out Of My Mind" - 1:56
5. "It Aint No Lie" - 2:55
6. "Live Line" - 3:37
7. "Just Be Mine" - 4:44
8. "Do What You're Told To" - 4:34
9. "Mountain Of Regret" - 4:50
10. "Latte" - 1:19
11. "Walking Down The Highway" - 3:09
12. "Song For The Sick" - 1:55
13. "Good Times" - 5:55

música e letras - Graham Coxon.

## Créditos
- Graham Coxon - Guitarras, Baixo, Bateria, Vocais, Gaita, Percussão, Produtor, Pintura da capa
- Louis Vause - Piano, Fender Rhodes, Hammond
- BJ Cole - Pedal Steel
- Mike Pelanconi - Produção
- Anna Norlander - Fotos do encarte
- Alex Huchinson - Design do encarte